# Wiwsia
Wiwsia (ukr. Вівся) – wieś na Ukrainie, w obwodzie chmielnickim, w rejonie kamienieckim, w hromadzie Zakupne. W 2001 liczyła 860 mieszkańców, spośród których 855 wskazało jako ojczysty język ukraiński, 4 rosyjski, a 1 inny.

## Urodzeni
- Michaił Stachurski